# Arc vulcanic
Un arc vulcanic este un ansamblu de vulcani care se aliniază mai mult sau mai puțin în forma unei curbe. Apar datorită subducției unei plăci oceanice sub o placă continentală sau sub o altă placă oceanică. În cazul subducției sub o placă oceanică, vulcanii formează insule grupate într-un arhipelag. Majoritatea arcurilor vulcanice formează centura de foc a Pacificului.

## Listă

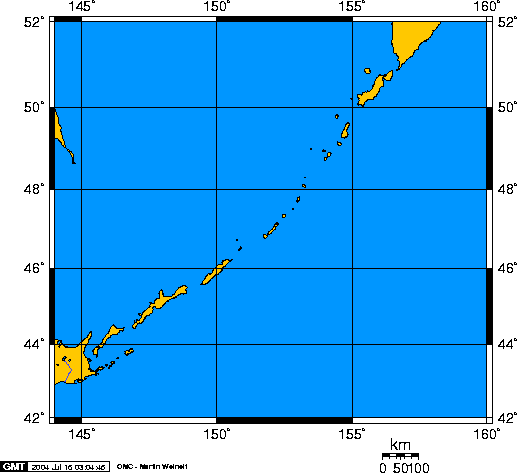
Harta Insulelor Kurile, un arc vulcanic insular.

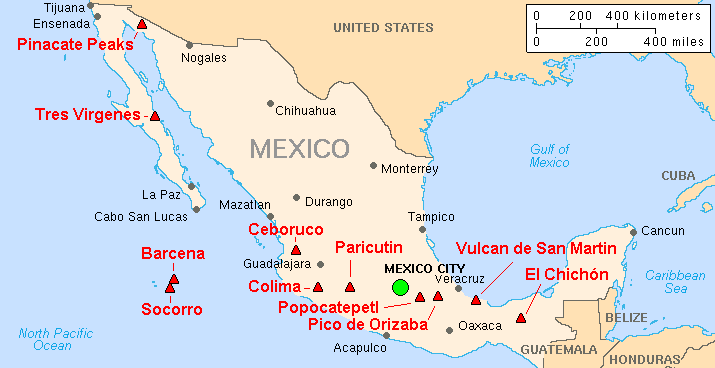
Harta vulcanilor din Mexic arată cordiliera neovulcanică, un arc vulcanic continental.

Iată o listă a principalelor arcuri vulcanice:
- insulare :
  - Insulele Aleutine
  - Insulele Kurile
  - Arhipelagul japonez
  - Filipine
  - Insulele Mariane
  - Tonga și Insulele Kermadec
  - Insulele Ryūkyū
  - Insulele Ogasawara
  - Insulele Sunda
  - Insulele Tanimbar și Kei
  - Insulele Solomon
  - Antilele Mici
  - Insulele Sandwich de sud
  - Noua Zeelandă
  - Arcul vulcanic egeean
- continentale :
  - Arcul vulcanic al Cascadelor (en:Cascade Volcanoes)
  - Cordiliera neovulcanică
  - Centura vulcanică a Anzilor (en:Andean Volcanic Belt)
  - Kamceatka